# 坂本くんぺい
坂本 くんぺい（さかもと くんぺい、1965年10月10日 - ）は、日本の俳優、声優。賢プロダクション所属。東京都出身。

## 略歴
高校卒業後、劇団ひまわりの養成所に入所。
19歳でにっかつロマンポルノ『高校教師・成熟』でスクリーンデビュー。20代・30代は劇団しゅうくりー夢に所属し、主な公演で主役を務める。厄年明けに声優デビューを果たす。

## 人物
特技は暗算、タップダンス、掃除。趣味はスーパー銭湯巡り、サザンオールスターズ、Jリーグ。

## 出演
太字はメインキャラクター。

### テレビアニメ
2009年
- はじめの一歩 シリーズ（2009年 - 2014年、客） - 2シリーズ

2010年
- うちの3姉妹（先生）
- けいおん!!（カメラマン）
- テガミバチ REVERSE（2010年 - 2011年、村人A、村人）
- 薄桜鬼（浪人）

2011年
- THE IDOLM@STER（ディレクター、ディレクターB）
- 銀魂'（男B）
- ダンタリアンの書架（店主）
- ましろ色シンフォニー（用務員）

2012年
- エリアの騎士（男B）
- BTOOOM!（岩倉智明）

2013年
- 革命機ヴァルヴレイヴ（マニンガー）
- 絶対防衛レヴィアタン（お爺さん）
- ダンボール戦機WARS（綾部連次郎）
- NARUTO -ナルト- SD ロック・リーの青春フルパワー忍伝（中年ナルト）

2014年
- 残響のテロル（岡野）
- パックワールド（スフィロス大統領、クライド、バトックス）
- ポケットモンスター XY（執事、カナザワ、ローブシン）
- 妖怪ウォッチ（仮名坊）

2015年
- うしおととら（じいさん、上の方D、作業員A、タクシーの運転手）
- コンクリート・レボルティオ〜超人幻想〜（刑事、依頼人、森野耕作）

2016年
- 機動戦士ガンダムUC RE:0096（ネオ・ジオン兵、機付長）
- 甲鉄城のカバネリ（天佑和尚、民人）

2017年
- 鬼平（店主、大工B）

2018年
- 新幹線変形ロボ シンカリオン（2018年 - 2019年、班長、幹部）
- 若おかみは小学生!（老夫婦）
- アイカツフレンズ!（南野監督）
- からくりサーカス（2018年 - 2019年、コンビニ客、阿紫花家の父、フラッシュ・ジミー、行商の老人）

2019年
- ファンタシースターオンライン2 エピソード・オラクル（武器商）

2020年
- もっと!まじめにふまじめ かいけつゾロリ（2020年 - 2022年、道具屋主人、ポルケの父、社長、じいや、ヨダーレ博士 他） - 3シリーズ
- 進撃の巨人（男）

### 劇場アニメ
- よなよなペンギン（2009年）
- マジック・ツリーハウス（2012年、ツギハギ）
- 若おかみは小学生!（2018年、老夫婦）

### OVA
- 機動戦士ガンダムUC（2011年、ネオ・ジオン兵）

### Webアニメ
- スターフォックス ゼロ ザ・バトル・ビギンズ（2016年、ペッピー・ヘア）
- PLUTO（2023年、司祭)

### ゲーム
2009年
- 鋼の錬金術師 FULLMETAL ALCHEMIST 暁の王子

2011年
- スターフォックスシリーズ（2011年 - 2016年、ペッピー・ヘア、ジェームズ・マクラウド、ヤル・デ・ポン、グリッピー・トード 他） - 3作品
- ファイナルファンタジー零式（フィールドボイス）

2012年
- 電波人間のRPG（しんや）

2013年
- ダンボール戦機ウォーズ（綾部連次郎）

2014年
- 朧村正 大根義民一揆（鳩野豆太夫）

2016年
- 名探偵ピカチュウ シリーズ（2016年 - 2023年、パブロ・ミラン） - 3作品

2019年
- スターリンク バトル・フォー・アトラス （ペッピー・ヘア）

### ドラマCD
- 獣神空想御伽草子 第二巻「ネコとカナリア」
- FINAL FANTASY XIII Episode Zero -Promise- Story01 -ENCOUNTER-

### 吹き替え

#### 映画
- アウトロー（ジェームズ・バー〈ジョセフ・シコラ〉）
- イントゥ・ザ・インフェルノ マグマの世界（クライヴ・オッペンハイマー）
- ウィキッド ふたりの魔女[7]
- ウォリスとエドワード 英国王冠をかけた恋（アーネスト・シンプソン〈デヴィッド・ハーバー〉）
- X-MEN:ファースト・ジェネレーション（米国国務長官〈レイ・ワイズ〉）
- ガリバー旅行記（桟橋男）
- クリスマスがくれたもの（バクスター）
- コードネーム: ジャッカル（マ班長〈オ・ダルス〉）
- 殺人の足跡 マーダーランド
- ザ・プリンス&ザ・パーパー（カメラマン）
- しあわせの処方箋
- 幸せへのキセキ（ロビン・ジョーンズ〈パトリック・フュジット〉）
- 12人の怒れる男（ウマルの父）
- スクリーム4: ネクスト・ジェネレーション
- 孫文の義士団（写真館店主）
- だれもがクジラを愛してる。（トム・ブカロウ）
- デュー・デート 〜出産まであと5日!史上最悪のアメリカ横断〜（シェルビー）
- DISCO（ロドルフ〈ジェロム・レ・バンナ〉）
- ディヴァイド（デルヴィン〈コートニー・B・ヴァンス〉）
- 天安門、恋人たち（職員）
- トレマーズ ブラッドライン
- トゥルー・グリット（エメット・クインシー）
- バイオハザードIV アフターライフ（キム・ヤン〈ノーマン・ヤン〉）
- HATCHET/ハチェット（ジャック・クラッカー）
- バトルシップ（サンプソン当直士官）
- ハリー・ポッター シリーズ（アルダートン〈ネッド・デネヒー〉）
  - 死の秘宝 PART1
  - 死の秘宝 PART2
- ビースト・ストーカー/証人（サン刑事〈リウ・カイチー〉）
- 白夜行 -白い闇の中を歩く-（捜査班長）
- 密告・者（ジャバー〈リウ・カイチー〉）
- ミュータント・ニンジャ・タートルズ：影＜シャドウズ＞（ハムレット副所長〈ロバート・クロヘシー〉）
- ルーニー・テューンズ・ショー（ウエイター、教官、通行人、ジラディ）
- レスラー（レニー〈マーク・マーゴリス〉）

#### テレビドラマ
- 赤ちゃんと僕（チュンソン〈チェ・ジェファン〉）
- ATHENA -アテナ-（パク・ソンチョル〈イ・ハンウィ〉）
- ALCATRAZ/アルカトラズ（ボブ）
- 美男〈イケメン〉ラーメン店（ハン〈ユ・ヒョングァン〉）
- ウェイバリー通りのウィザードたち
- NCIS:LA 〜極秘潜入捜査班
- NCIS 〜ネイビー犯罪捜査班 シーズン5（クリストファー・ムニョス）
- オー!マイレディ（ハン・ミングァン〈キム・グァンギュ〉）
- THE KILLING/キリング (ハンス・ブシャール〈トロールス・II・ムンク〉、カルステン・プロウ)
- クリミナル・マインド 特命捜査班レッドセル（ストラスモア）
- 新・刑事コロンボシリーズ ※WOWOW完全版追加吹き替え
  - 恋におちたコロンボ（パーティ客）
  - 殺人講義（教授）
- 検事プリンセス（ナ・ジュンソク部長検事〈キム・サンホ〉）
- コールドケース7 ザ・ファイナル
- コバート・アフェア（イーサン）
- コーチ・スヌープ（スヌープ・ドッグ）
- 個人の趣向（キム秘書官〈チャン・ウォニョン〉）
- ザ・コミー・ルール 元FBI長官の告白（アンドリュー・マケイブ〈マイケル・ケリー〉[8]）
- ザ・シューター（ジャック・ペイン〈エディ・マクリントック〉）
- ザ・ケープ 漆黒のヒーロー（ロロ〈マーティン・クレバ〉）
- CSI:9 科学捜査班
- CSI:マイアミ8（トム・ローマン検視官〈クリスチャン・クレメンソン〉）
- シェイムレス 俺たちに恥はない
- SUITS/スーツ
- 製パン王 キム・タック（チュギョン）
- 孫子兵法（要離）
- チャームド 〜魔女3姉妹〜 ファイナル・シーズン（セス）
- CHUCK/チャック（ジェフリー・バーンズ〈スコット・クリンスキー〉）
- 鉄の王 キム・スロ
- 天才学級アント・ファーム（ジンバルディ）
- ドリームハイ（ヤン・ジンマン〈パク・ジニョン〉）
- ナース・ジャッキー7 最終章
- バーディバディ（ワン・プロ）
- HAWAII FIVE-0
  - シーズン1（サル・グローヴス〈エヴァン・ジョーンズ〉）
  - シーズン3（ブラウン・ヘルメス）
  - シーズン4（トニー〈ロブ・コードリー〉）
  - シーズン7（リンカン〈ルー・ダイヤモンド・フィリップス〉）
- 弁護士イーライのふしぎな日常
- リゾーリ&アイルズ4（チャック・フレッチャー刑事）
- ロマンスタウン（ノ・サンフン〈チュ・ジンモ〉）
- 私はラブ・リーガル2

#### アニメ
- アルティメット・アベンジャーズ（老バック）
- ザ・スーパーマリオブラザーズ・ムービー
- スター・ウォーズ/クローン・ウォーズ (テレビアニメ)
- ハッピー フィート2 踊るペンギンレスキュー隊（地上の男ペンギン）
- レゴ ニンジャゴー 〜スピン術バトルの使い手〜（エド）

#### テレビ番組
- アプレンテュス2/セレブたちのビジネス・バトル（スコット・ハミルトン）

### 舞台
- ONとOFFの間
- 地雷探知犬
- しゅーくりー夢公演作品※1986年から2005年まで出演

### テレビドラマ
- 緑の夢を見ませんか?（1978年、テレビ朝日）
- 宣伝屋マリちゃん（1992年、テレビ朝日）
- ノックノック（1992年、テレビ朝日）

### 映画
- 高校教師・成熟（1985年）
- この世の外へ クラブ進駐軍（2004年）

### CM
- アデランス
- エスカップ
- JA福島
- DoCoMo岩手

### その他コンテンツ
- イベント インターロップ（メインMC）
- イベント エコライフフェアー
- オーディオブック ハッピーバースデー（杉本徹郎）

### シリーズ一覧
1. ↑  第2期『New Challenger』（2009年）、第3期『Rising』（2014年）
2. ↑  第1シリーズ（2020年）、第2シリーズ（2021年）、第3シリーズ（2022年）
3. ↑  『スターフォックス64 3D』（2011年）、『スターフォックス ガード』『スターフォックス ゼロ』（2016年）
4. ↑  『名探偵ピカチュウ 〜新コンビ誕生〜』（2016年）、『名探偵ピカチュウ』[5]（2018年）、『帰ってきた 名探偵ピカチュウ』（2023年）